# Piberbach
Piberbach è un comune austriaco di 1 870 abitanti nel distretto di Linz-Land, in Alta Austria.